# Heptâmetro de Quintiliano
O Heptâmetro de Quintiliano é uma ferramenta aplicada para apurar um fato. 
Propõe sete perguntas que, uma vez respondidas, evidenciam algo como factual. 
São elas: que? quem? quando? por quê? como? onde? e com que auxílio?